# Chapelle et calvaire Saint-Yves
La chapelle et calvaire Saint-Yves sont situés sur la commune de Plésidy en France.

## Localisation
La chapelle et le calvaire Saint-Yves sont situés sur la commune de Plésidy dans le département des Côtes-d'Armor, dans la région Bretagne.

## Description
Autrefois le calvaire voisinait la chapelle Saint-Yves, de l'autre côté de la rue. Le calvaire a été déplacé de 20 m et remonté à l'angle de la place des Tilleul au bourg de Plésidy, juste en face de la chapelle.
Son socle présente en bas-relief la sainte Trinité, saint André, sainte Véronique, le martyre de saint Jacques, l'Annonciation et la descente de la Croix.

## Historique
La chapelle et le calvaire sont inscrits au titre des monuments historiques par arrêté du 31 mars 1926.